# خسوس روبیو (زاده ۱۹۸۷)
خسوس روبیو (انگلیسی: Jesús Rubio؛ زادهٔ ۱ فوریهٔ ۱۹۸۷) بازیکن فوتبال اهل اسپانیا است.
از باشگاه‌هایی که در آن بازی کرده‌است می‌توان به باشگاه فوتبال رکریتیوو اوئلوا و باشگاه خیمناستیک تاراگونا اشاره کرد.